# Arcor
Grupo Arcor – argentyńska firma spożywcza założona w 1954 roku. Jej siedziba znajduje się w Arroyito w Kordobie. Największy w Ameryce Południowej producent słodyczy i ciastek.